# Charlie Shavers

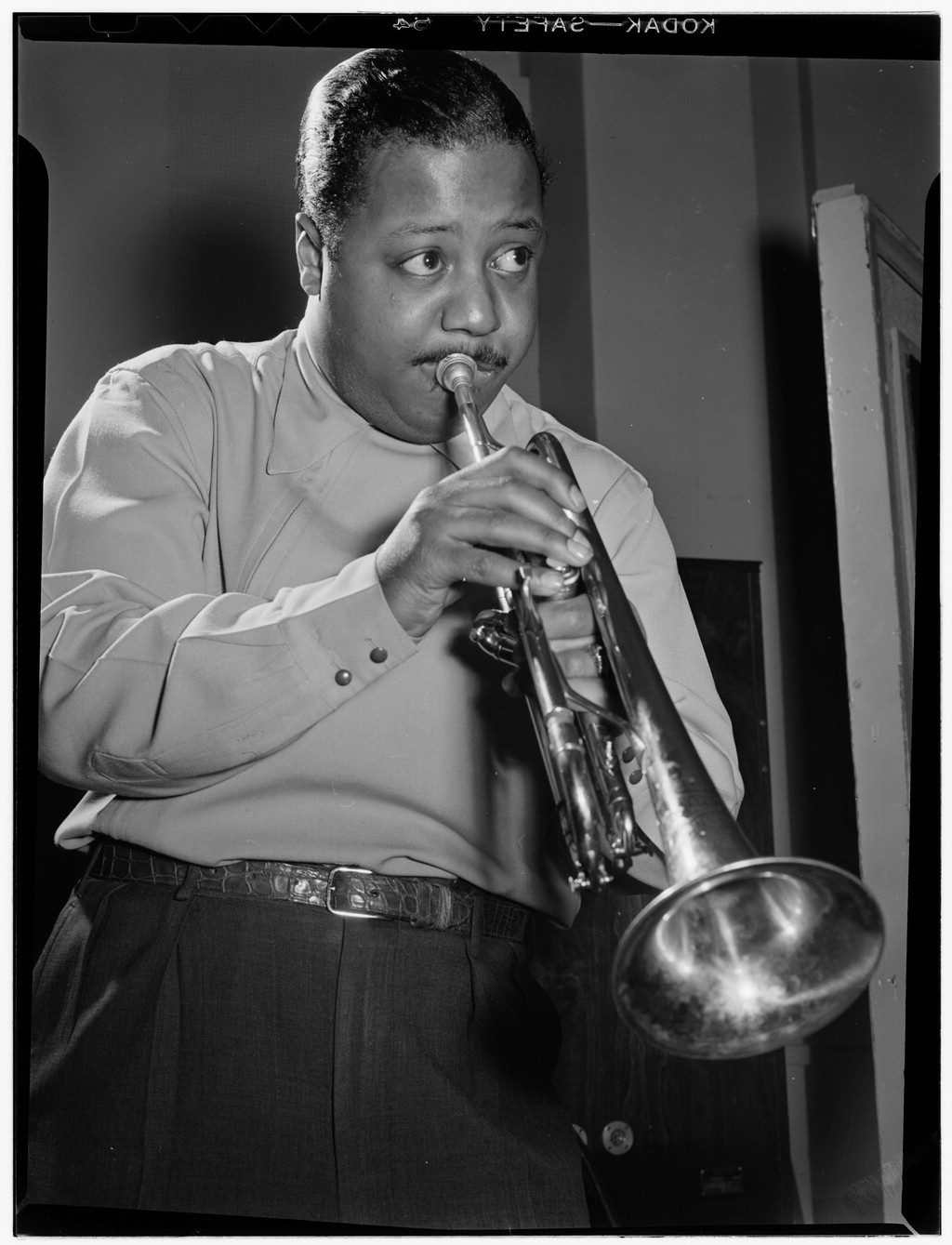
Charlie Shavers 1947.

Charlie James Shavers, född 3 augusti 1920 i New York, död 8 juli 1971 i New York, var en amerikansk jazztrumpetare som under sin tid bland annat spelade med Dizzy Gillespie, Roy Eldridge, Johnny Dodds, Jimmy Noone, Sidney Bechet, Midge Williams och Billie Holiday. Han var också arrangör, sångare och kompositör, och en av hans kompositioner, Undecided, är en amerikansk jazzstandard.

## Biografi
Charlie Shavers var kusin med tungviktsboxaren Earnie Shavers. Shavers tog ursprungligen upp piano och banjo innan han övergick till trumpeten. I mitten av 1930-talet spelade han med Tiny Bradshaw och Lucky Millinder. År 1936 gick han med i John Kirbys sextett som trumpetsolist och arrangör (han var bara 16 år, men angav sitt födelsedatum som 1917 för att undvika lagstiftningen för barnarbete - på många biografier finns fortfarande detta datum). Hans arrangemang och solon med John Kirby sextett har i hög grad bidragit till att göra dem till ett av de mest kommersiellt framgångsrika banden av sin tid. 
År 1944 började han spela sessioner i Raymond Scotts CBS personalorkester. År 1945 lämnade han John Kirbys band och gick över till Tommy Dorseys orkester, som han turnerade och spelade med fram till 1953. Under denna tid fortsatte han att spela sessioner på CBS, spelade med Metronome All-Stars och gjorde ett antal inspelningar som trumpetsolisten med Billie Holiday. Från 1953 till 1954 arbetade han med Benny Goodman, och turnerade i Europa med Norman Granz populära Jazz at the Philharmonic serien, där han var en publikfavorit. Han fortsatte med att bilda ett eget band med Terry Gibbs och Louie Bellson.
Charlie Shavers dog av strupcancer i New York 1971 vid 50 års ålder. Hans vän Louis Armstrong dog medan Shavers låg på sin dödsbädd, och hans sista önskan var att hans trumpetmunstycke skulle bli begravd med Armstrong i dennes kista.

## Diskografi
- Like Charlie
- Out of Nowhere
- Here Comes Charlie
- The Music from Milk & Honey
- Excitement Unlimited
- The Most Intimate
- Paris Jazz
- Shavers Shivers
- Horn O'Plenty
- JATP: The Trumpet Battle 1952 (med Roy Eldridge)
- Shavers, Gershwin, and Strings